# استیو چری
استیو چری (انگلیسی: Steve Cherry؛ زادهٔ ۵ اوت ۱۹۶۰) بازیکن فوتبال اهل بریتانیا است.
از باشگاه‌هایی که در آن بازی کرده‌است می‌توان به باشگاه فوتبال منزفیلد تاون، باشگاه فوتبال دربی کانتی، باشگاه فوتبال والسال، باشگاه فوتبال اولدهام اتلتیک، باشگاه فوتبال روترهام یونایتد، باشگاه فوتبال نوتس کانتی، باشگاه فوتبال چسترفیلد، باشگاه فوتبال لینکولن سیتی، باشگاه فوتبال پلیموث آرگیل، باشگاه فوتبال واتفورد، و باشگاه فوتبال پورت ویل اشاره کرد.
وی همچنین در تیم ملی فوتبال England Youth بازی کرده‌است.